# Пинк (Оклахома)
Пинк (енгл. Pink) град је у америчкој савезној држави Оклахома.

## Демографија
По попису из 2010. године број становника је 2.058, што је 893 (76,7%) становника више него 2000. године.
| Група             | 2000.       | 2010.         |
| Белци             | 951 (81,6%) | 1.697 (82,5%) |
| Афроамериканци    | 9 (0,8%)    | 6 (0,3%)      |
| Азијати           | 5 (0,4%)    | 8 (0,4%)      |
| Хиспаноамериканци | 36 (3,1%)   | 83 (4,0%)     |
| Укупно            | 1.165       | 2.058         |